# Poggensee
Poggensee là một đô thị thuộc huyện Lauenburg, trong bang Schleswig-Holstein, nước Đức. Đô thị Poggensee có diện tích 5,44 km², dân số thời điểm 31 tháng 12 năm 2006 là 360 người.